# Revolut
Revolut Ltd è una società di tecnologia finanziaria (fintech) con sede nel Regno Unito che offre servizi bancari tra cui una carta prepagata (MasterCard o Visa), cambio valuta, cambio di criptovaluta e pagamenti peer-to-peer (P2P). L'app mobile Revolut supporta spese e prelievi bancomat in 120 valute e invio in 29 valute direttamente dall'app. Fornisce inoltre ai clienti l'accesso a criptovalute come Bitcoin (BTC), Ethereum (ETH), Litecoin (LTC), Bitcoin Cash (BCH) e Ripple (XRP).
La startup con sede a Londra è stata fondata da Nikolay Storonsky e Vlad Yatsenko. La società originariamente aveva sede a Level39, un incubatore di tecnologia finanziaria a Canary Wharf, a Londra. Revolut non applica commissioni per la maggior parte dei suoi servizi (fino a una soglia limite) e utilizza i tassi di cambio interbancari per il suo cambio di valuta nei giorni feriali e applica un mark up dallo 0,5% all'1,5% nei fine settimana.
Nel novembre 2020, Revolut era in pareggio; con una valutazione di 4,2 miliardi di sterline, era diventata l'azienda fintech di maggior valore del Regno Unito. Un round di finanziamento da 800 milioni di dollari nel luglio 2021 ha portato la valutazione dell'azienda a 33 miliardi di dollari, seguito da una vendita di azioni secondarie con una valutazione di 45 miliardi di dollari nel 2024, rendendola la startup tecnologica britannica di maggior valore in quel momento. La Banca centrale europea ha concesso alla società una licenza bancaria completa nel dicembre 2021 ed è disponibile in 30 Paesi.
Nel 2023, i depositi dei clienti Revolut hanno raggiunto i 15,1 miliardi di sterline. A giugno 2024, Revolut ha più che raddoppiato il suo organico rispetto ai due anni precedenti, impiegando oltre 8.000 persone in più di 25 paesi.Revolut Bank UAB, la sussidiaria dell'azienda per lo Spazio economico europeo, è autorizzata e regolamentata dalla Banca centrale europea per operare all'interno dell'Unione europea, e il denaro dei depositanti è protetto da un'assicurazione sui depositi, assicurata dall'assicurazione statale lituana sui depositi e sugli investimenti. Dopo un'attesa di tre anni, Revolut ha ottenuto una licenza bancaria britannica nel luglio 2024, anche se con restrizioni attraverso la fase standard di “mobilitazione”. Nell'ottobre 2024, un report ha rilevato che Revolut è stata citata in diverse denunce per frode nel Regno Unito, più volte di qualsiasi altra grande banca del Paese, scatenando un dibattito sull'efficacia dei suoi controlli di sicurezza.

## Storia
Il 26 aprile 2018 Revolut ha annunciato di aver raccolto altri $250 milioni in una serie di finanziamenti guidati da DST Global con sede a Hong Kong, raggiungendo una valutazione totale di $1,7 miliardi. DST Global è stata fondata da Yuri Milner, che è stato sostenuto dal Cremlino nei suoi precedenti investimenti.
Nel dicembre 2018 Revolut ha ottenuto la licenza di Banca specializzata dalla Banca centrale europea, agevolata dalla Banca di Lituania. Avendo ottenuto una licenza bancaria specializzata, Revolut è autorizzato ad accettare depositi e offrire crediti agli utenti. La differenza principale tra una banca specializzata e una banca full range è che la prima non è autorizzata a fornire servizi di investimento. Allo stesso tempo, la Banca della Lituania ha rilasciato una licenza di istituto di moneta elettronica.
Nel marzo 2019 Wired ha pubblicato un'esposizione delle pratiche e della cultura dell'occupazione dell'azienda. Questo ha trovato prove di lavoro non retribuito, elevato ricambio del personale e dipendenti ai quali è stato ordinato di lavorare nei fine settimana per soddisfare gli indicatori di performance. È stato anche rivelato che il direttore finanziario della società si era dimesso, a seguito di accuse di decadenza.
A partire da luglio 2019 la società ha affermato di avere oltre 6 milioni di utenti. Nello stesso mese, Revolut ha lanciato il trading di azioni NYSE e NASDAQ senza commissioni all'interno della sua app. Inoltre, per i clienti nel suo piano "Metal", è disponibile il trading di criptovalute.
A settembre 2019 la società ha affermato di avere oltre 8 milioni di utenti. Nell'ottobre 2019 è stato annunciato che avrebbe assunto circa 3500 dipendenti aggiuntivi, mentre cresceva in 24 nuovi mercati grazie a un nuovo accordo globale con il gigante dei pagamenti Visa.
Sky ha riferito a ottobre 2019 che la società stava cercando di raccogliere $ 1,5 miliardi e aveva incaricato JP Morgan per facilitare che questo avvenisse. La raccolta fondi valuta Revolut tra 5 e 10 miliardi di dollari.
Il primo dicembre 2020, Revolut ha lanciato la sua Web App online per fornire ai suoi oltre 13 milioni di clienti in diverse regioni geografiche un accesso sicuro e flessibile ai loro account finanziari tramite browser, aggiungendo una nuova dimensione di comodità e accessibilità alla gestione del denaro.
Il 15 luglio 2021, Revolut ha raccolto $800 milioni in finanziamenti Serie E, valutando l'azienda a $33 miliardi e annunciando piani di espansione globale significativi.
Stando ad una ricerca riportata da Tradingonline.com nel 2021 con DOI 10.3386/w28363, oltre il 20% delle negoziazioni eseguite oggi dai cosiddetti retails - piccoli investitori al dettaglio - provengono da dispositivi mobili.
Il 2 novembre 2022, Revolut ha introdotto Revolut Chat, una funzione di messaggistica istantanea all'interno della sua app che consente ai clienti nel Regno Unito e nell'Area Economica Europea (EEA) di chattare, condividere gif e adesivi, e inviare e richiedere fondi tra loro, tutto in un ambiente sicuro con crittografia end-to-end.
Il primo giugno 2023 Revolut ha superato i 30 milioni di clienti retail in tutto il mondo e oltre 400 milioni di transazioni al mese.
Il 16 giugno 2023, Revolut ha lanciato Ultra, una carta platinum che ha inaugurato una nuova categoria di lusso nel Regno Unito e in Europa, con oltre 430.000 persone in lista d'attesa.
Nel corso del 2023, Revolut ha segnato un notevole traguardo con ricavi superiori a 2,2 miliardi di dollari e profitti record di 545 milioni di dollari, consolidando la sua posizione di rilievo nel panorama delle società finanziarie globali con sede a Londra.
Il 13 luglio 2023 Revolut abilita Tap to Pay su iPhone per i clienti business e freelance nel Regno Unito, consentendo loro di accettare pagamenti contactless in modo sicuro e conveniente direttamente tramite l'app Revolut.
Il 23 ottobre 2023 Revolut aggiunge azioni europee quotate alla sua piattaforma di trading, consentendo ai clienti dell'EEA di investire in oltre 70 società, ampliando ulteriormente le loro opzioni di investimento.
Nell'ottobre del 2023 Revolut introduce Trading Pro in tutta l'EEA, offrendo agli utenti avanzati strumenti e insights per migliorare la loro esperienza di trading.
Il 23 gennaio 2024 Revolut lancia i Wallet Mobile, permettendo trasferimenti più rapidi in tutto il mondo e introducendo una nuova opzione per inviare denaro all'estero in modo veloce e intuitivo attraverso il proprio smartphone.
Il 15 febbraio 2024 Revolut ha lanciato una nuova funzionalità avanzata di rilevamento delle truffe con carte, utilizzando l'intelligenza artificiale per proteggere i propri clienti dai tentativi di frode, riducendo significativamente le perdite collegate a truffe legate a investimenti.
Il 21 febbraio 2024, Revolut ha introdotto il suo servizio Robo-Advisor nell'EEA, permettendo agli utenti di automatizzare gli investimenti personalizzati in base alle proprie esigenze finanziarie.
Il 18 giugno 2024, Revolut ha esteso il proprio mercato degli investimenti nell'Area Economica Europea (EEA), permettendo ai suoi clienti di investire in obbligazioni aziendali e governative, offrendo pagamenti regolari a tasso fisso fino al 5,5% annuo (lordo).
Nel dicembre 2024 ha ottenuto l'autorizzazione da Banca D’Italia per operare servizi bancari su suolo nazionale e "questo passaggio rende la succursale di Revolut Bank UAB in Italia una banca a tutti gli effetti nel Paese”, come conseguenza di ciò, a partire dal 1 gennaio 2025, Revolut introduce l'IBAN italiano per tutti nuovi clienti e per i clienti già attivi che richiedono la migrazione, l’IBAN lituano di origine rimane comunque attivo ma non è più quello di riferimento del conto. Questa modifica permette di superare la problematica di IBAN discrimination per accrediti di stipendio e addebiti di utenze. Inoltre, tutti i depositi dei conti Revolut resteranno garantiti fino a 100 mila euro, dal sistema di garanzia pubblico lituano.

## Funzionamento
Per aprire un conto Revolut, è possibile avviare il processo tramite l'applicazione Revolut, scaricabile da App Store o Google Play. Dopo l'installazione, l'utente procede alla registrazione inserendo i propri dati personali, quali nome, data di nascita, indirizzo e numero di telefono. Successivamente, è necessario caricare una foto di un documento di identità valido e confermare la propria identità tramite un breve processo di verifica online. Una volta completata la verifica, l'utente può scegliere il tipo di conto Revolut desiderato (Standard, Premium o Metal) e procedere con l'attivazione del conto.
Revolut attualmente supporta l'erogazione di contanti e prelievi Bancomat in ventinove valute direttamente dall'app mobile; offre inoltre carte prepagate (MasterCard o VISA), cambio valuta, cambio criptovaluta e pagamenti peer-to-peer. Revolut attualmente non applica commissioni per la maggior parte dei suoi servizi e utilizza il tasso di cambio bancario per i cambi di valuta nei giorni feriali, con un incremento aggiuntivo in percentuale durante il weekend, differente da valuta a valuta.
L'app Revolut fornisce accesso immediato a Bitcoin (BTC), Ethereum (ETH) e Litecoin (LTC) passando da 26 valute in contanti. È possibile effettuare pagamenti con Revolut tramite Apple Pay e Google Pay in molti Paesi europei.

## Sponsorizzazioni
Il 30 luglio 2025 viene annunciato che, dalla stagione 2026, sarà title sponsor dell'esordiente team Audi in Formula 1.